# Liste der Biografien/Groi
Liste der Biografien |
Portal Biografien |
Personensuche
# |
A |
B |
C |
D |
E |
F |
G |
H |
I |
J |
K |
L |
M |
N |
O |
P |
Q |
R |
S |
T |
U |
V |
W |
X |
Y |
Z |
?
 
Ga |
Gb |
Gc |
Gd |
Ge |
Gf |
Gh |
Gi |
Gj |
Gk |
Gl |
Gm |
Gn |
Go |
Gp |
Gq |
Gr |
Gs |
Gu |
Gv |
Gw |
Gy |
Gz
 
Gra |
Grb–Grd |
Gre |
Grg |
Gri |
Grj |
Grk |
Grl |
Grm |
Gro |
Grs |
Gru |
Gry |
Grz
 
Groa |
Grob |
Groc |
Grod |
Groe |
Grof |
Grog |
Groh |
Groi |
Groj |
Grok |
Grol |
Grom |
Gron |
Groo |
Grop |
Gros |
Grot |
Grou |
Grov |
Grow |
Groy |
Groz
Die Liste der Biografien führt alle Personen auf, die in der deutschsprachigen Wikipedia einen Artikel haben. Dieses ist eine Teilliste mit 12 Einträgen von Personen, deren Namen mit den Buchstaben „Groi“ beginnt.

## Groi

### Groig
- Groignard, Antoine (1727–1799), französischer Marineingenieur

### Groih
- Groihofer, Marlene (* 1989), österreichische Journalistin und Autorin

### Groin
- Groine, Georges (1934–2022), französischer Rallye-Raid-Fahrer
- Groine, Hermann (1897–1941), deutscher Politiker (NSDAP), MdR

### Grois
- Grois, Alois (1809–1874), österreichischer Opernsänger (Bass), Theaterschauspieler und Komiker
- Groiß, Alexander (* 1998), deutscher Fußballspieler
- Groiss, Josef Theodor (1933–2019), deutscher Geologe, Paläontologe und Mikropaläontologe
- Groiss, Veronika (* 1977), belarussische Opern- und Konzertsängerin mit der Stimmlage Sopran
- Groiß, Werner (* 1967), österreichischer Politiker (ÖVP), Abgeordneter zum Nationalrat
- Groiss-Horowitz, Stefanie (* 1977), österreichische MedienmanagerinStefanie Groiss-Horowitz (* 1977)

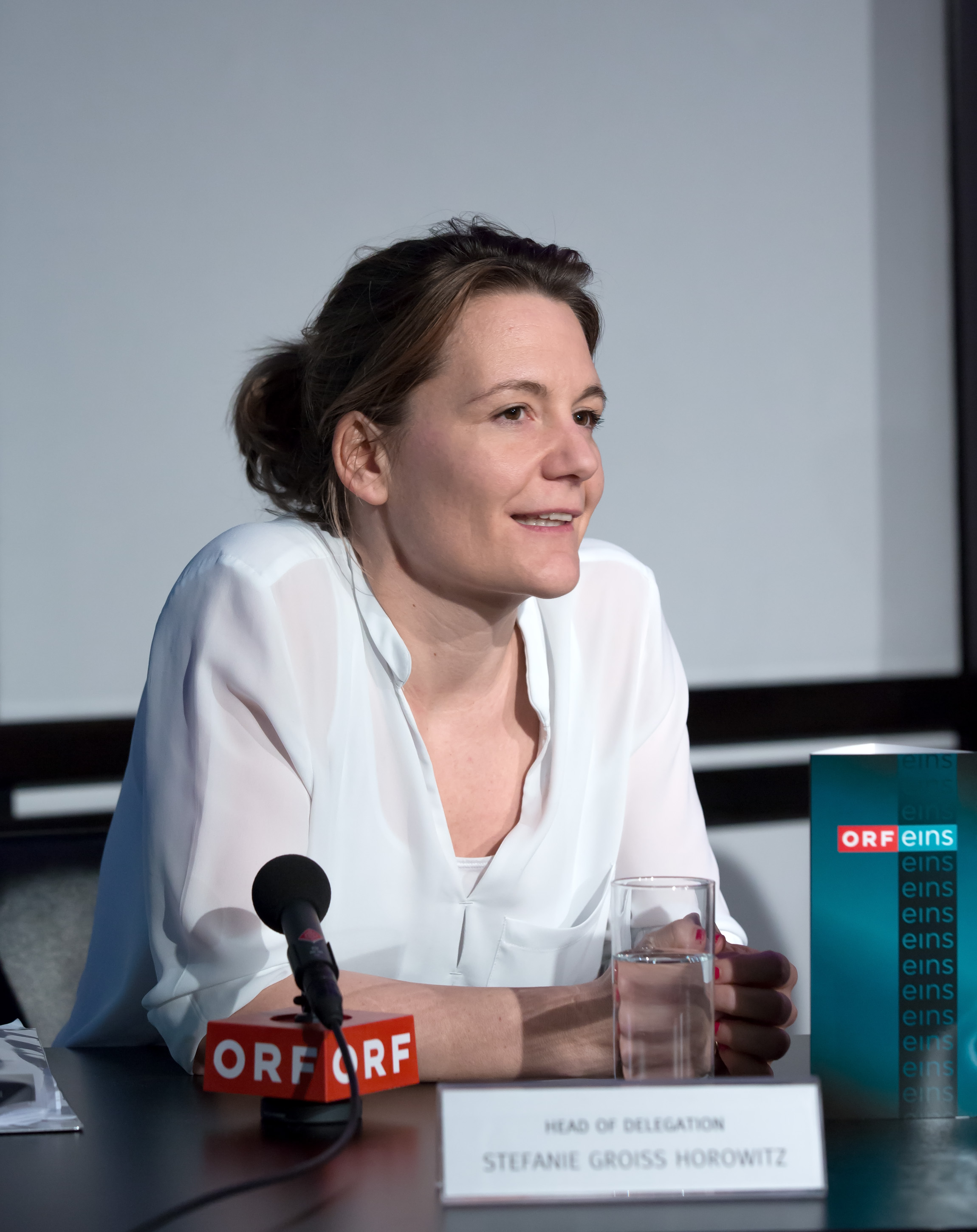
Stefanie Groiss-Horowitz (* 1977)

- Groissböck, Günther (* 1976), österreichischer Opernsänger (Bass)
- Groißmeier, Michael (* 1935), deutscher Lyriker und Erzähler